# Данчі

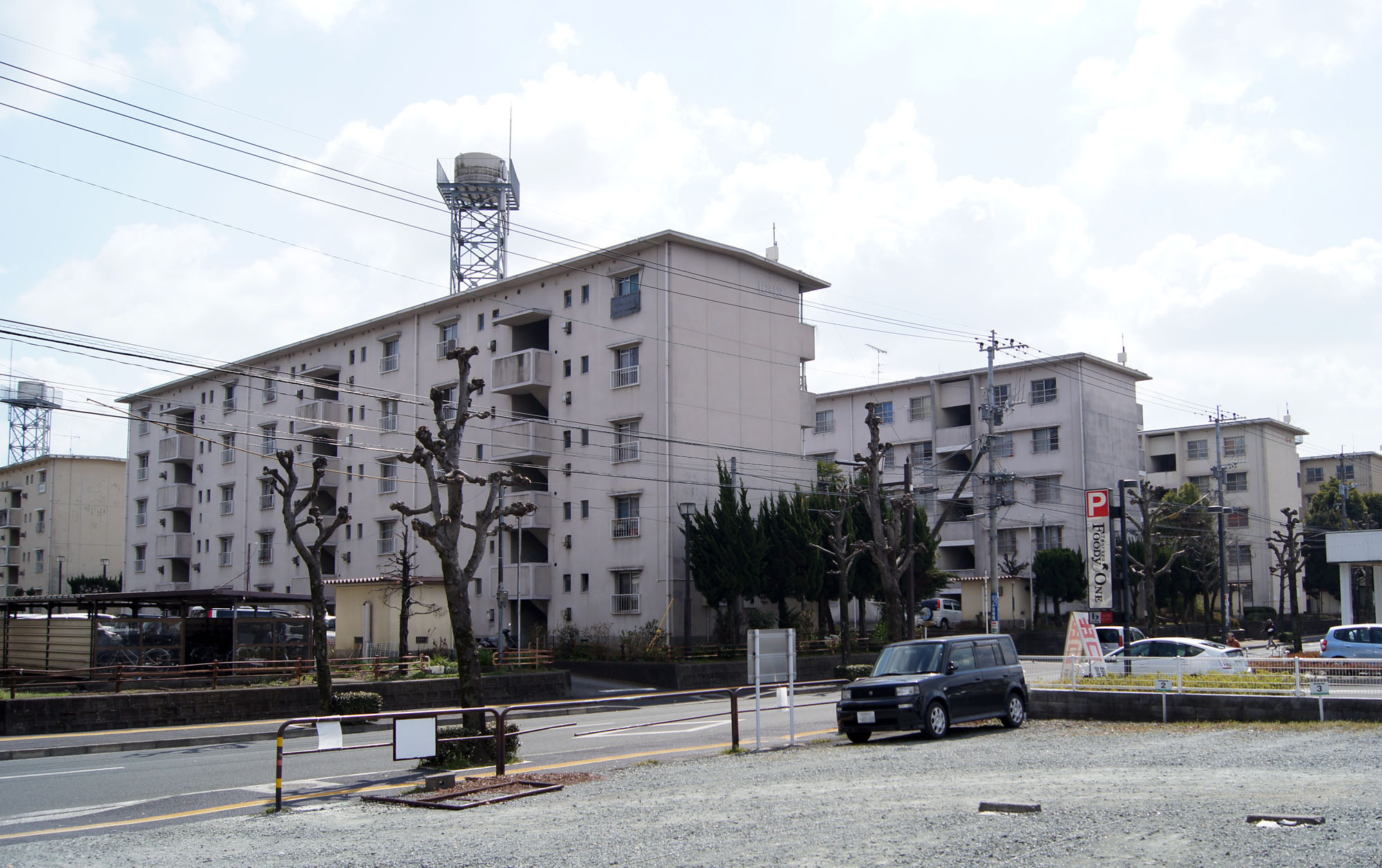

Данчі (також — данті, яп. 団地 «громадські землі») — японська назва для масового багатоквартирного соціального житла, що будувалось у 1950-х — 1970-х роках. Японський аналог радянських «хрущовок». Більшість квартир данчі належать напівдержавному агентству UR, та його жителі проживають там на правах соціальної оренди.
Інколи цим терміном можуть називати більш пізні соціальні будинки. У вузькому смислі данчі — це будинки, збудовані раніше 1980-х років за старими проєктами.

## Історія
У епоху Едо виникли будинки нагая, тобто будинок барачного типу, розділений на маленькі кімнати (8 — 10 м2), які здавалися в оренду. Такі будинки будувалися ще на початку XX ст.
У 1920-х роках в Токіо було збудовано кілька експериментальних багатоквартирних чотириповерхівок. Проте до 1950-х масового багатоквартирного будівництва в країні не існувало.
Через руйнування під час війни та прискорення урбанізації Японії бракувало 4,2 млн помешкань у 1945 та 3 млн у 1955. 1955 року створюється державна Японська будівнича корпорація (у 2004 перейменована на Urban Renaissance Agency чи UR), завданням якої було масове будівництво багатоповерхових житлових будинків нового типу. За кілька років розпочинається зведення данчі по всій країні, наймасовіше на околицях Токіо.
Будинки були переважно п'ятиповерхові, прямокутні або Y-подібні. За найпоширенішим плануванням квартира мала близько 40 м2, дві спальні кімнати прохідного планування, розділені між собою традиційною рухомою перегородкою «фусума», кухню-столову, балкон, суміщений санвузол та невелику втоплену вхідну зону генкан. Другою за популярністю була квартира з третьої спальною кімнатою (відома за позначенням 3DK, де цифра позначає кількість житлових кімнат, DK — dining/kithcen, тобто столова/кухня). У будівлях не було ліфту та системи опалення.
Спочатку на данчі був величезний попит, для отримання права на оренду влаштували спеціальну лотерею. У 1960-х у Токіо цю лотерею могли виграти лише 1 зі 165 заявників.
1960 року принц Акіхіто з дружиною відвідали одну з квартир данчі, на події були присутні журналісти, та це стало одним з інструментів пропаганди престижності нового стилю міського життя у Японії.
У другій половині 1970 років традиційні данчі поступилися іншим проєктам багатоповерхової забудови.
Станом на 2023 рік данчі мають репутацію непрестижного житла для бідних, а також житла для стариків. Частина будинків була знесена, частина зазнала реновації.

## Філософська концепція
Творці данчі ставили на меті не тільки забезпечити житлом японців, але і модернізувати суспільство. У традиційних японських будинках разом проживали декілька поколінь, що було фактором підтримки патріархальної влади старшого чоловіка та обмеження свободи для молоді та жінок. З цих позицій традиційне житло критикували архітектори Нісіяма Фудзо та Хамагуті Міхо.
Данчі були створені для нуклеарної сім'ї та дарували приватність, якої раніше не було. Окремі кімнати, власний санвузол та кухня були новизною для більшості японців. Англійське слово «privacy» (приватність) увійшло у японську мову після появи данчі (в японському звучанні «пураїбасі»).
Данчі також були частиною політики вестернізації та модернізації післявоєнної Японії. Вперше японці масово оздоблювали свої оселі стаціонарними меблями (дивани, ліжка, шафи), тоді як у традиційних японських будинках їх не було, а панувала філософія легких пересувних конструкцій (матів татамі, матраців футон, столів котацу). Саме через поширення європейських габаритних меблів та техніки та браку місця для них вже у 1970-х данчі стали сприйматися як малогабаритні квартири.
У квартири встановлювали новітню для 1960 років техніку: пральну машину, пилосос, холодильник, які іронічно стали називати «трьома божественними скарбами» (традиційно таку назву мають регалії імператора). Поширення телевізора, крім змін у побуті, також стало додатковим інструментом пропаганди модернізації суспільства.

## Особливості проєкту
У порівнянні з сучасними японськими будівельними нормами данчі має недоліки та переваги. До недоліків відносяться старі комунікації, відсутність ліфту, погана теплоізоляція (яка деякою мірою нівелює низьку вартість оренди, адже взимку треба витрачати багато грошей на обігрів).
Традиційно орендарі не мали права самостійно проводити ремонт, який би змінював інтер'єр квартири. Проте пізніше агентство UR розмістило на власному сайті мотивуючі відеоінструкції, за якими орендарі можуть власними силами персоналізувати інтер'єр квартири, бажаючи привабити молодь.
Перевагою данчі є більша площа прибудинкової території та наявність озеленення. Сучасні будинки Токіо зводяться більш щільно, та на озеленення часто не залишається місця.

## Реновація та знесення
У 2000-і роки почались знесення застарілих данчі.
Агентство UR, яке опікується будинками, проводить реновацію будинків, від простого ремонту та осучаснення інтер'єрів до значної перебудови. До деяких данчі прилаштовують ліфти, окрему увагу надають комфорту громадського простору (громадські городи, майстерні, сучасне озеленення та декор). Деякими проєктами модернізації опікуються відомий архітектор Кума Кенго.

## Галерея

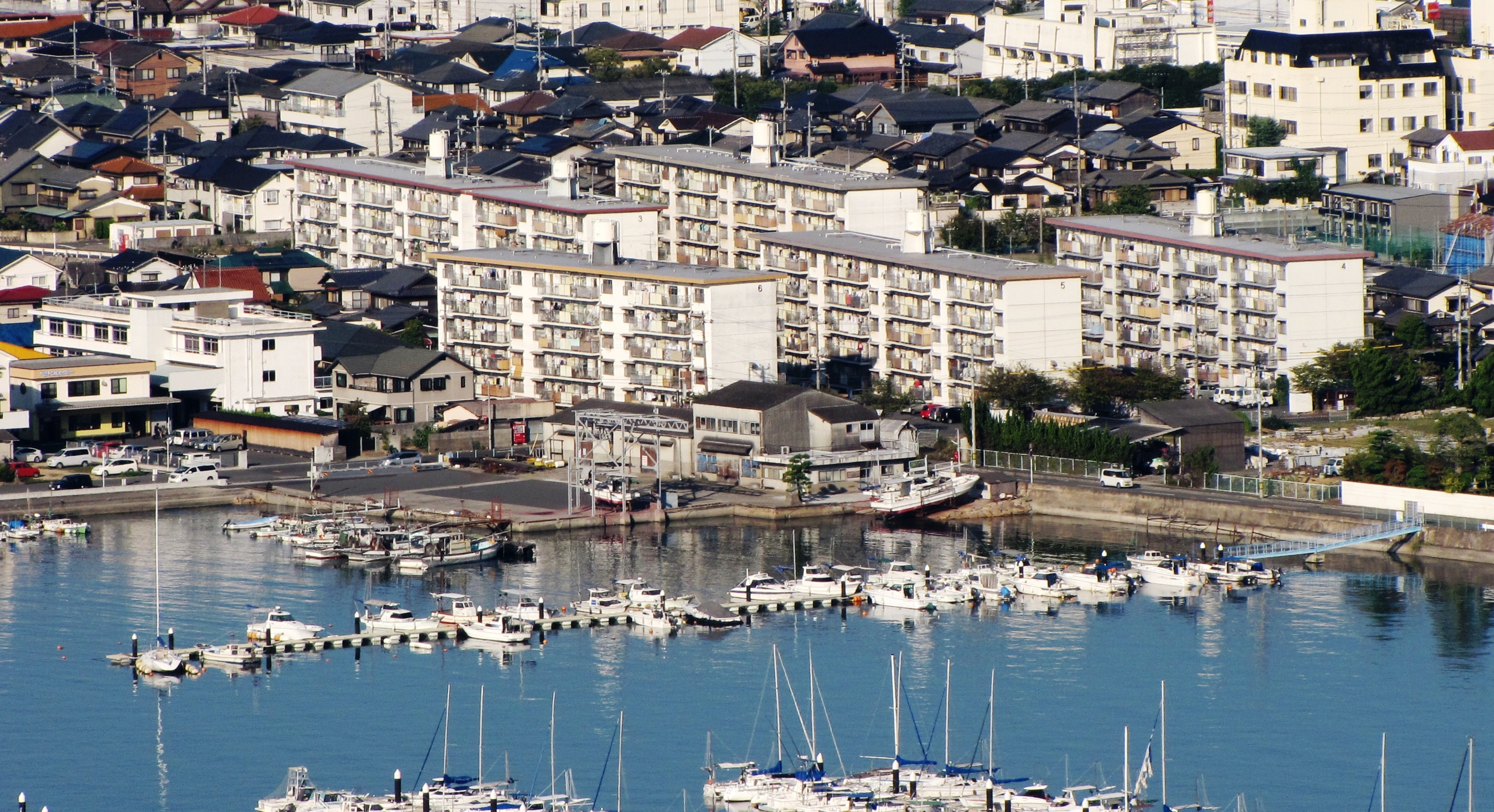
забудова біля моря, Курасікі
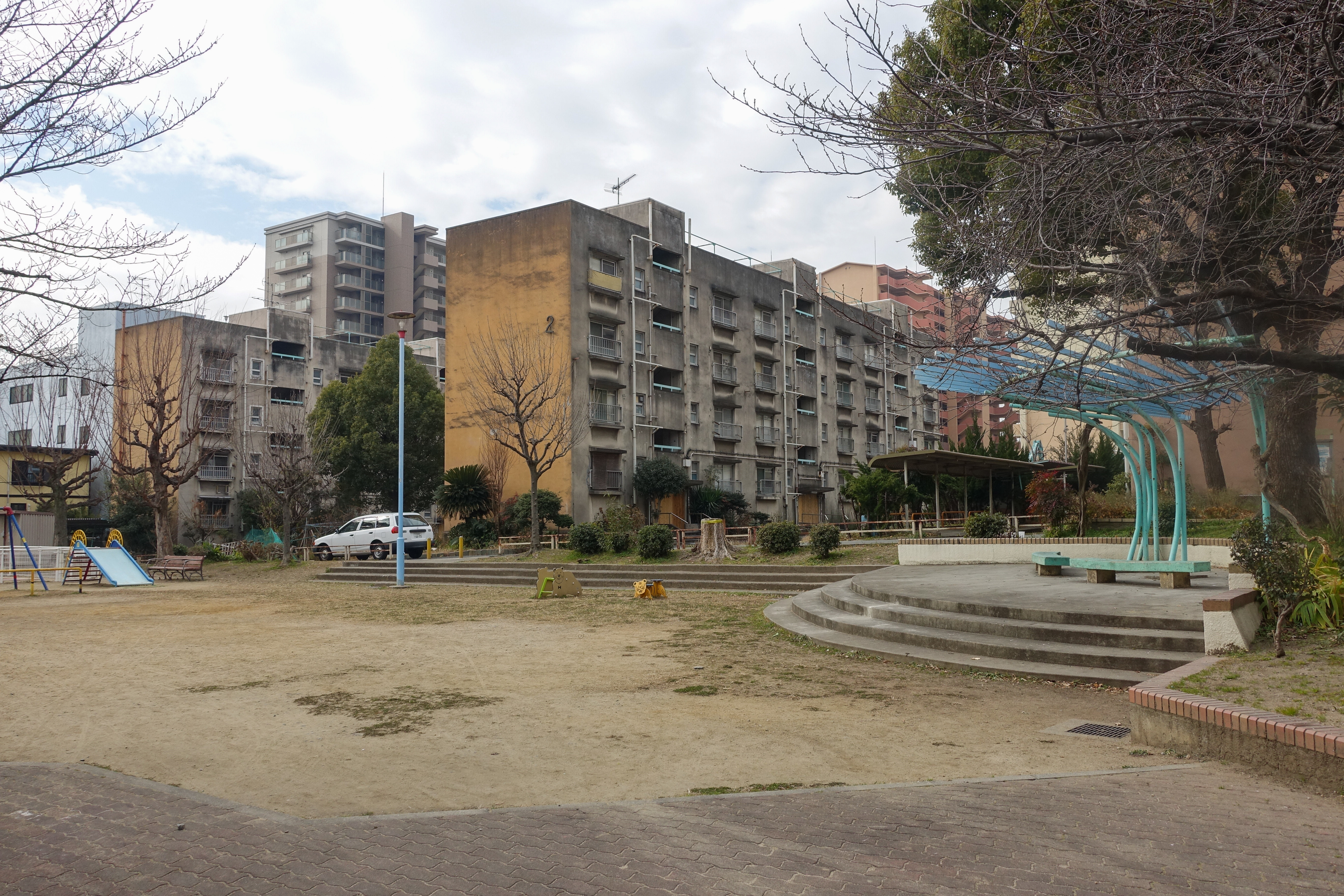
Будинки в Осаці. Знесені після 2016.
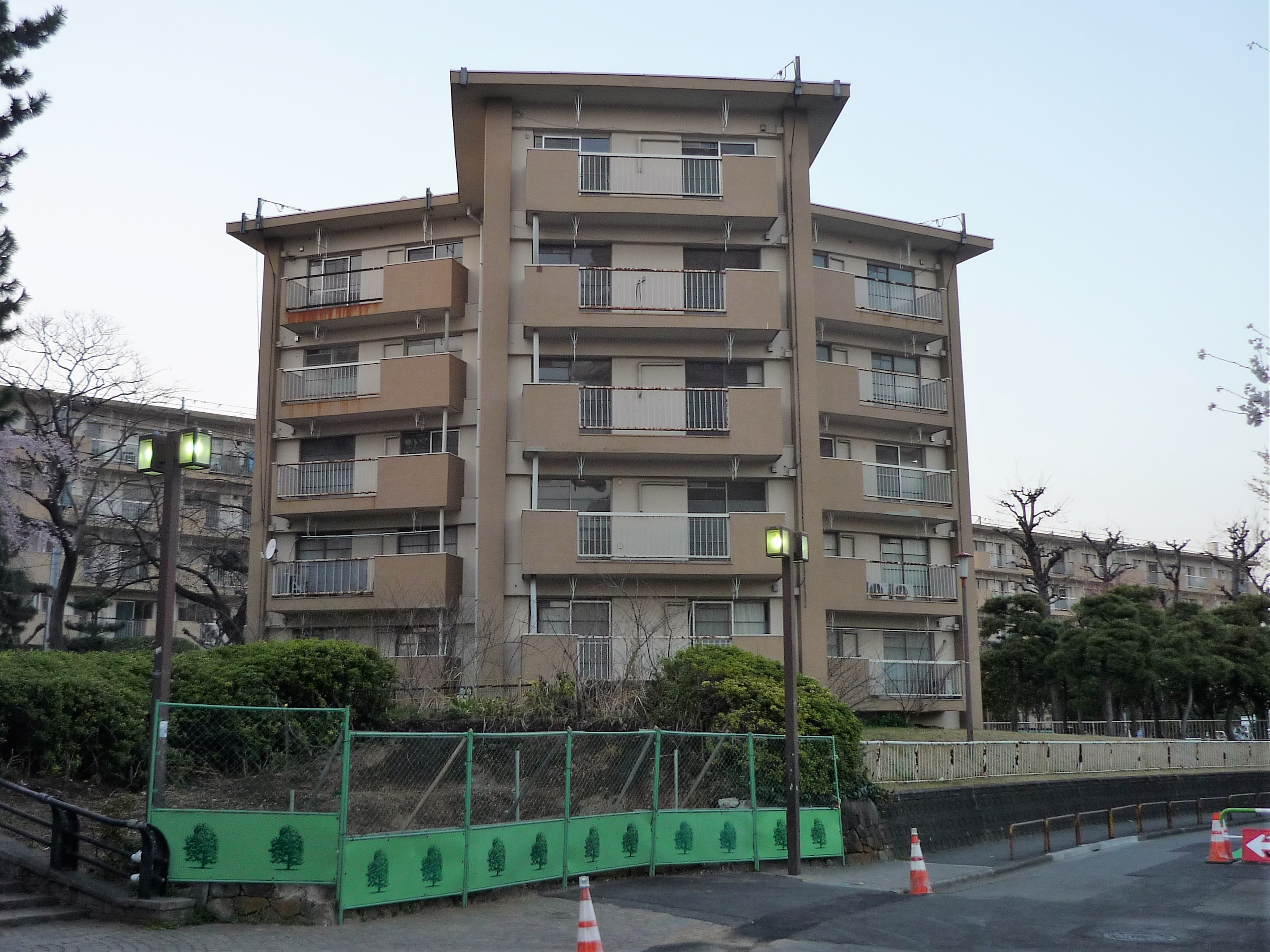
будинок Y-підібної форми
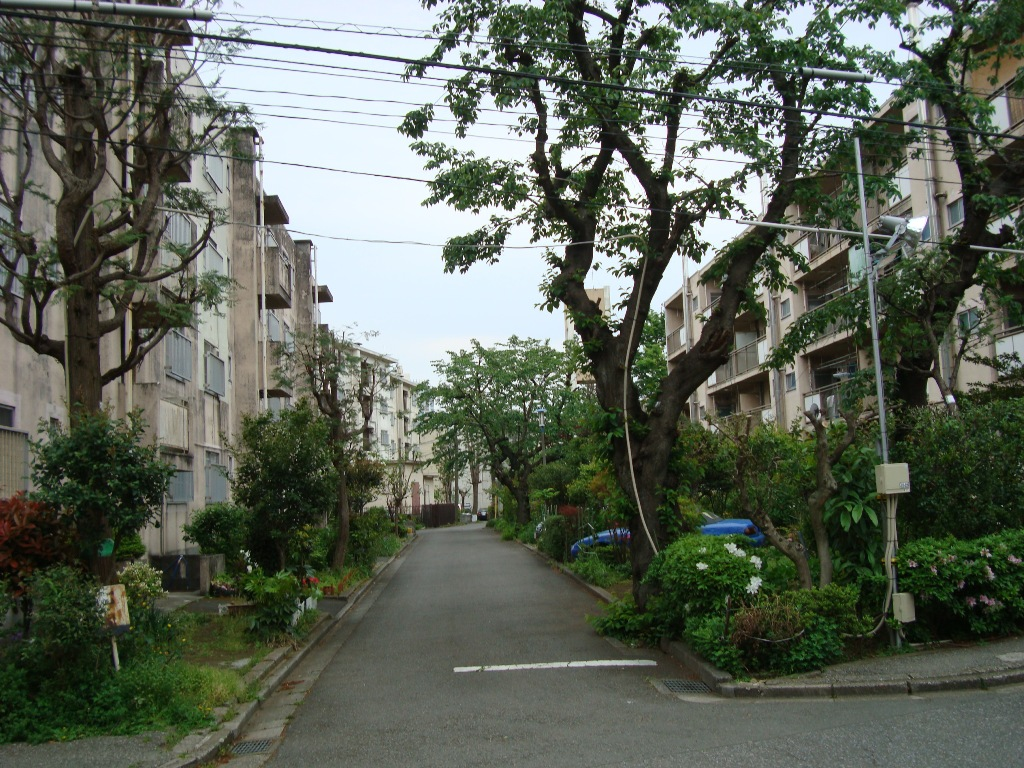
квартали данчі у Токіо більш зелені, ніж квартали сучасної забудови
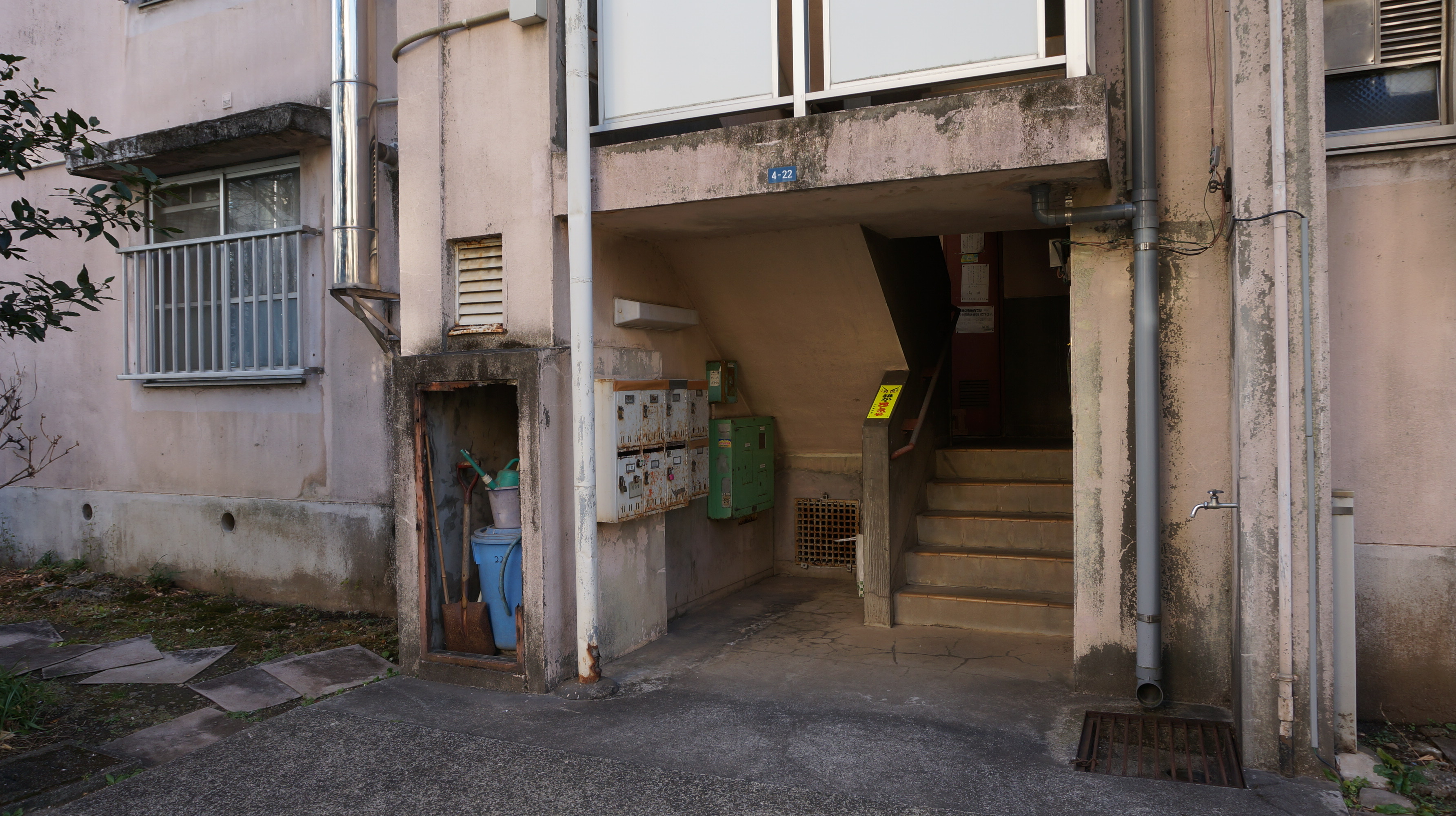
вхід на центральні сходи
будівництво ліфтів в процесі реновації, 2021 рік
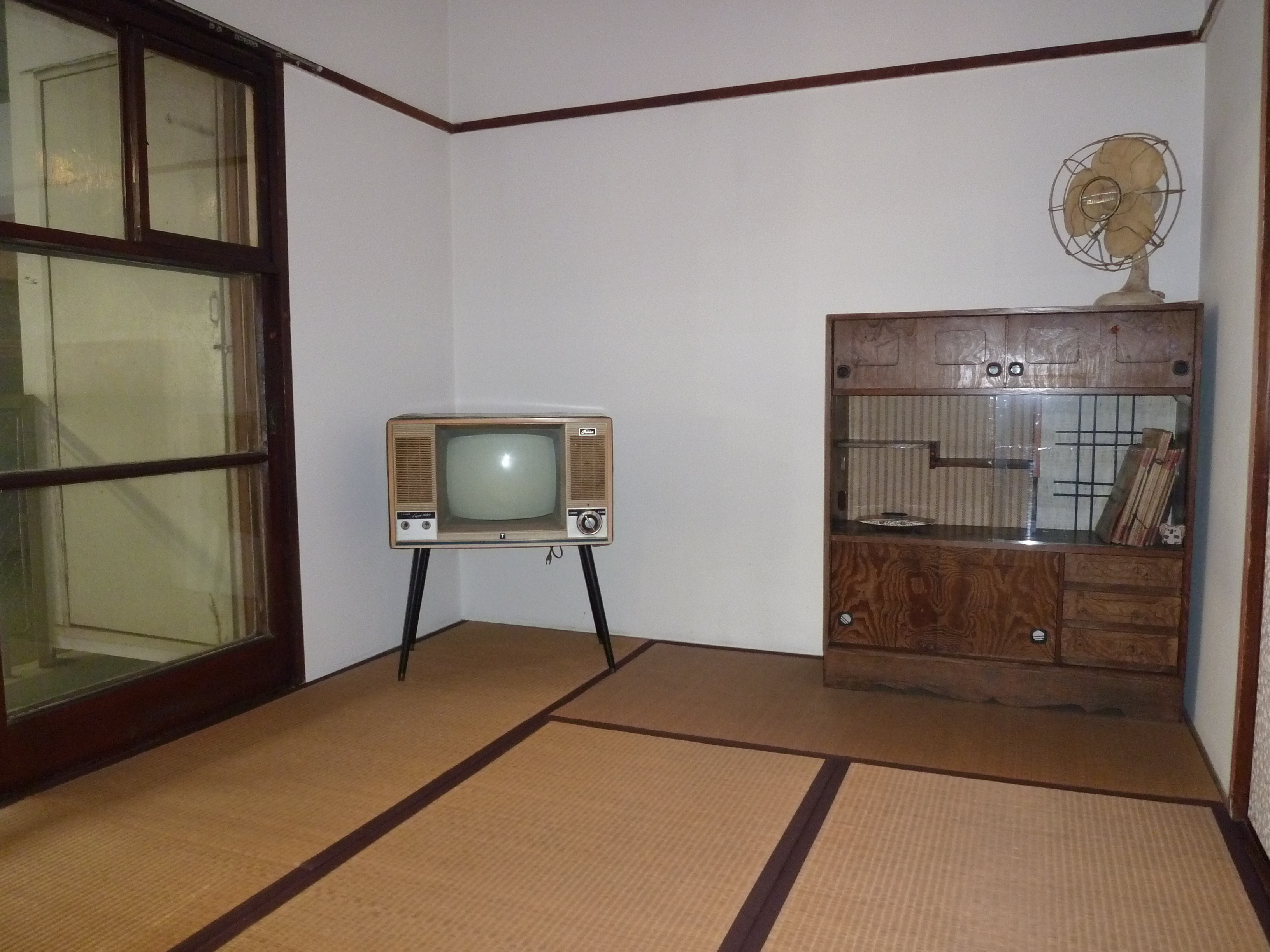
аутентичний інтер'єр 1960-х
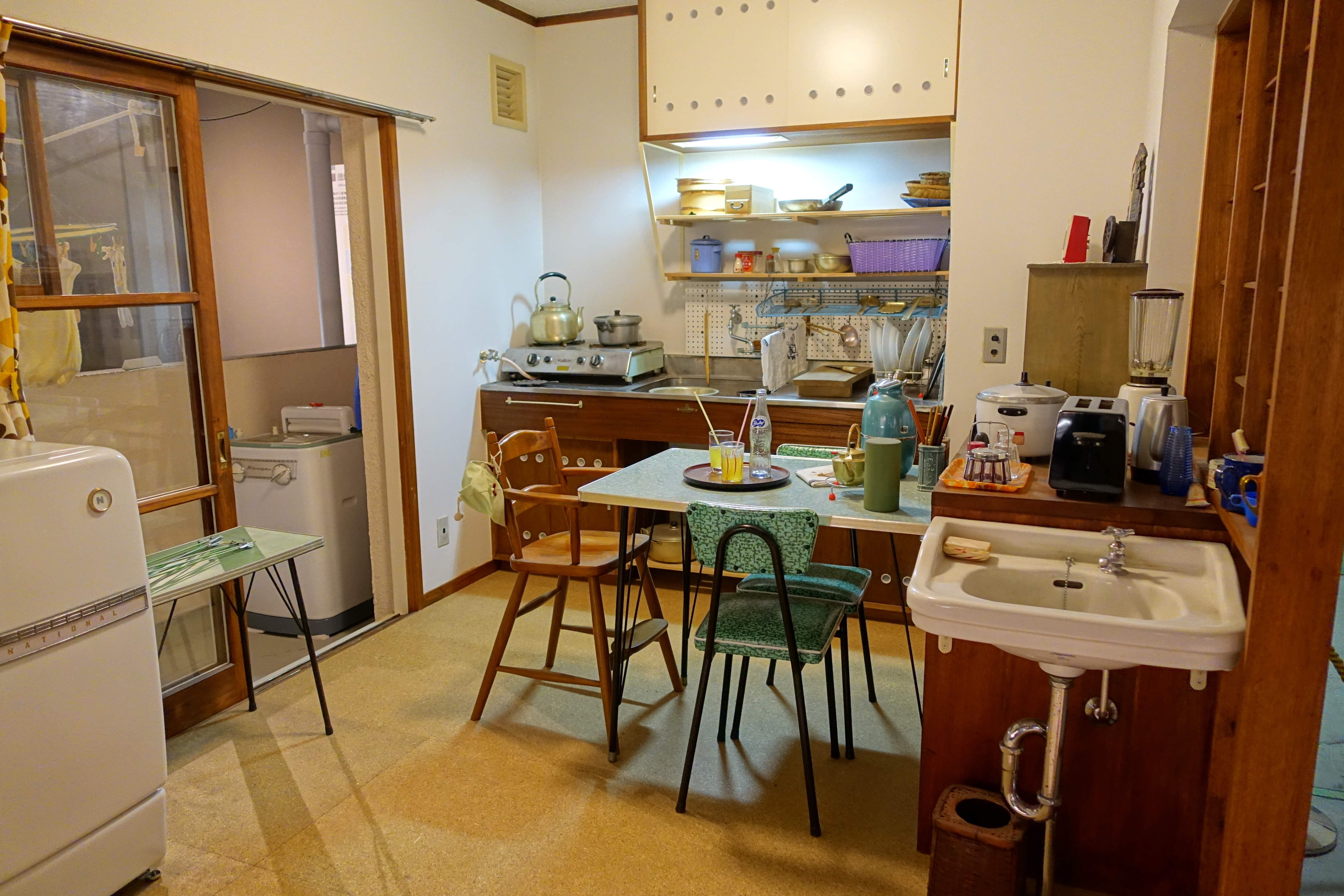
аутентичний інтер'єр 1960-х у музеї Edo-Tokyo
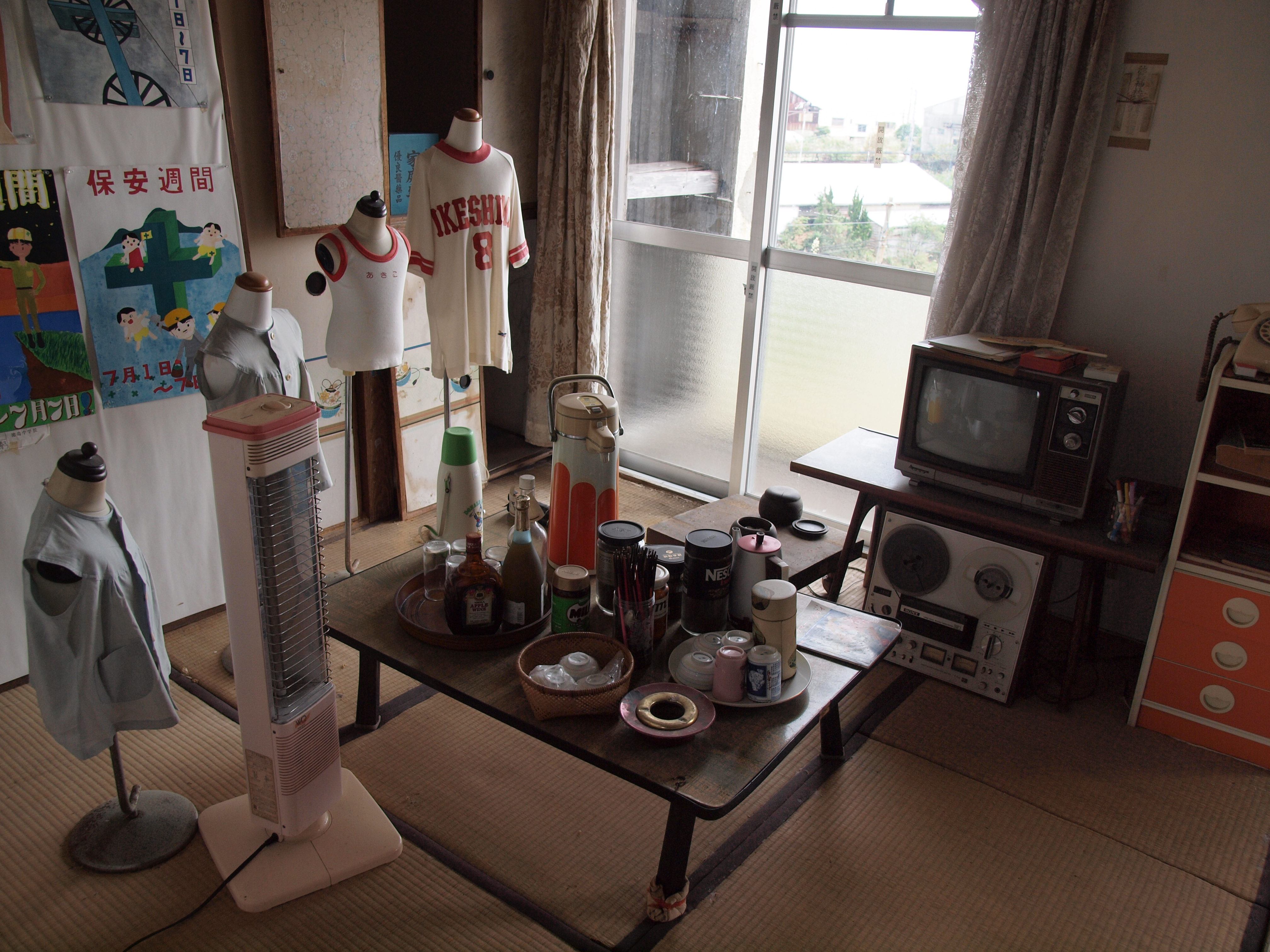
інтер'єр з традиційним столом котацу та татамі
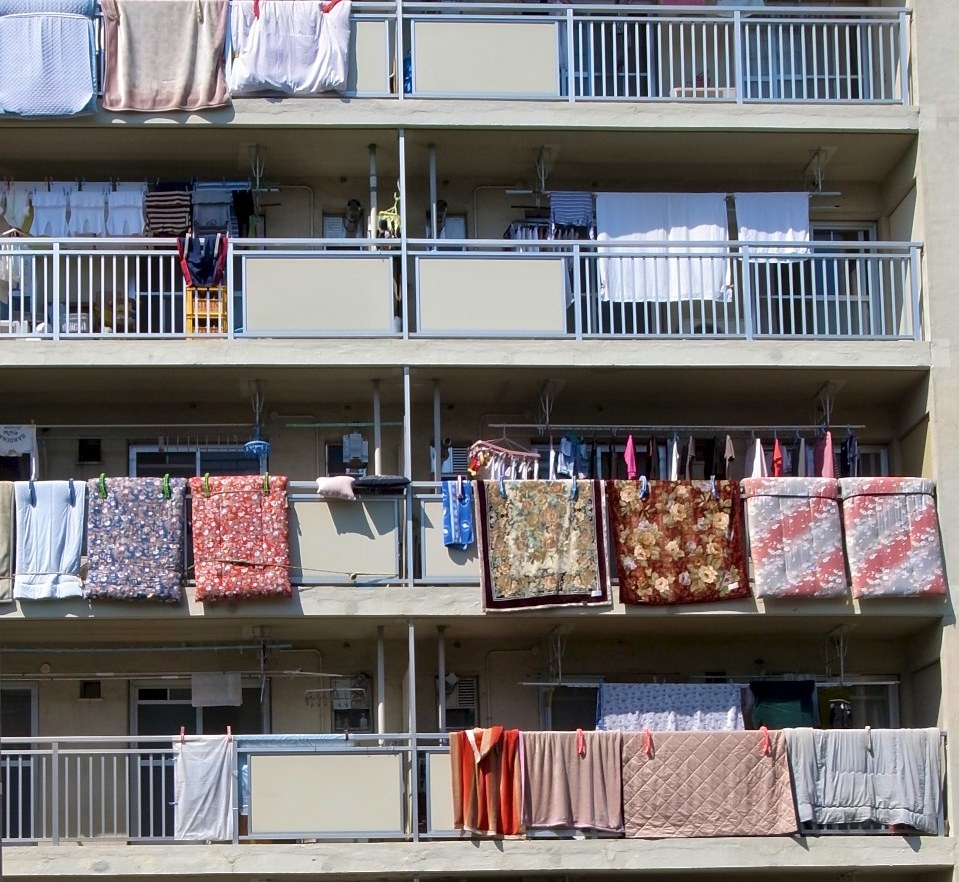
сушіння одягу на балконах